# Simianus thoracicus
Simianus thoracicus is een keversoort uit de familie Callirhipidae. De wetenschappelijke naam van de soort werd in 1924 als Simianellus thoracicus gepubliceerd door Fritz Isidore van Emden.